# Maïa Schwinghammer
Maïa Schwinghammer (Saskatoon, 14 settembre 2001) è una sciatrice freestyle canadese.

## Palmarès

### Mondiali
- 1 medaglia:
  - 1 bronzo (gobbe a Engadina 2025)

### Mondiali juniores
- 1 medaglia:
  - 1 argento (gobbe in parallelo a Duved 2018)

### Coppa del Mondo
- Miglior piazzamento nella Coppa del Mondo generale di gobbe: 9ª nel 2024
- 4 podi:
  - 1 vittoria
  - 1 secondo posto
  - 2 terzi posti

#### Coppa del Mondo - vittorie
| Data            | Luogo          | Paese  | Disciplina |
| --------------- | -------------- | ------ | ---------- |
| 31 gennaio 2025 | Val Saint-Côme | Canada | MO         |

Legenda:

MO = Gobbe